# 도생승통
도생승통 왕탱(道生僧統 王竀, ? ~ 1112년 경)은 고려의 왕족이자 승려이다. 문종과 인예왕후의 6남이다. 보응승통(普應僧統)이라고도 하며, 다른 이름으로 왕규(王規)라고도 한다.

## 생애
문종과 인예왕후 이씨의 여섯째 아들이다. 이름은 왕탱(王竀), 왕규(王規), 왕정(王靖) 등 여러가지로 나타난다. 그의 승통 호칭 역시 도생승통(道生僧統)과 보응승통(普應僧統)의 2가지로 나타난다. 순종, 선종, 숙종 등의 친동생이다.
1070년(문종 24년) 음력 5월 13일 부왕 문종의 명령으로 머리를 깎고 승려가 되어 개경 현화사에서 출가하였다. 이후 외숙 소현의 법을 이어 그의 제자가 되었으며, 왕탱 역시 소현의 학파인 법상종에 속하였다. 이후 속리산 법주사의 주지를 지냈으며, 이때 승통이 되었다. 1084년(선종 원년)에는 복천암 극락보전을 중수하였고, 1095년(숙종 원년) 소현이 입적하자 금산사의 주지도 겸임하게 되면서, 금산사의 중창에 기여하였다.
그러나 1112년(예종 7년) 어떤 사람에 의해 왕탱이 상서우승 김인석, 전주목사 이여림 등과 반역을 도모하고 있다는 고변이 올라와, 이 해 음력 8월 22일 거제현으로 유배를 가게 되었다. 당시 왕탱을 따르던 무리들도 모두 죽거나 유배를 갔으며, 왕탱 역시 유배를 떠난지 얼마 지나지 않아 곧 죽었다. 《고려사》〈열전〉에는, 왕탱이 재산이 많아 늘 남에게 후하게 베풀었는데, 이 때문에 개인적인 이익을 탐하는 이들이 모여들어 결국 패망하였다고 평하고 있다.

## 가족 관계
- 친조부 : 제8대 현종(顯宗, 992~1031, 재위:1009~1031)
- 친조모 : 현종 제4비 원혜왕후(元惠王后, ?~1022)
  - 아버지 : 제11대 문종(文宗, 1019~1083, 재위:1046~1083)
- 외조부 : 이자연(李子淵, 1003~1061)
- 외조모 : 계림국대부인 김씨(雞林國大夫人 金氏, 생몰년 미상)
  - 어머니 : 문종 제2비 인예왕후(仁睿王后, ?~1092)
    - 형 : 제12대 순종(順宗, 1047~1083, 재위:1083)
    - 형 : 제13대 선종(宣宗, 1049~1094, 재위:1083~1094)
      - 조카 : 제14대 헌종(獻宗, 1084~1097, 재위:1094~1095)

    - 형 : 제15대 숙종(肅宗, 1054~1105, 재위:1095~1105)
      - 조카 : 제16대 예종(睿宗, 1079~1122, 재위:1105~1122)

    - 형 : 대각국사 의천(大覺國師 義天, 1055~1101)
    - 형 : 상안공 왕수(常安公 王琇, ?~1095)
    - 동생 : 금관후 왕비(金官侯 王㶨, ?~1092)
    - 동생 : 변한후 왕음(卞韓侯 王愔, ? ~ 1086)
    - 동생 : 낙랑후 왕침(樂浪侯 王忱, ?~1083)
    - 동생 : 총혜수좌 왕경(聰慧首座 王璟, 생몰년 미상)
    - 남매 : 적경궁주(積慶宮主, 생몰년 미상)
    - 남매 : 보령궁주(保寧宮主, ?~1113)

  - 이모 : 문종 제3비 인경현비(仁敬賢妃, 생몰년 미상)
  - 이모 : 문종 제4비 인절현비(仁節賢妃, 생몰년 미상)
  - 외숙 : 이호(李顥, 생몰년 미상)
  - 외숙 : 이석(李碩, 생몰년 미상)
  - 외숙 : 이정(李頲, 생몰년 미상)
  - 외숙 : 혜덕왕사 소현(慧德王師 韶顯, 1038~1096)